# Relaciones Belice-Venezuela
Las relaciones Belice-Venezuela se refieren a las relaciones internacionales que existen entre Belice y Venezuela.

## Historia
Belice y Venezuela establecieron relacione diplomática el 25 de abril de 1989.
Belice estuvo entre los diez países de Centroamérica y el Caribe que suscribieron el Acuerdo Energético de Caracas el 19 de octubre de 2000, en el cual Venezuela vendería petróleo bajo condiciones preferenciales de pago, algunas de las cuales serían un año de gracia y quince años de crédito, con 2% de tasa de interés anual.
El 11 de agosto de 2016, el gobierno de Belice se suscribió a la declaración conjunta de 15 países miembros de la Organización de Estados Americanos (OEA) que solicitaron en nombre de la organización la apertura de un "diálogo franco" en Venezuela para la realización "sin demoras" de un referéndum revocatorio presidencial en Venezuela.
En abril de 2017, durante la crisis institucional y las protestas en Venezuela de 2017, días después de que el Tribunal Supremo de Justicia de Venezuela tomara control del poder legislativo, Belice se abstuvo de votar una resolución de la Organización de Estados Americanos para denunciar una “violación del orden constitucional”, aprobada por consenso en una sesión extraordinaria.
El 17 de septiembre de 2017, Belice suspendió su participación dentro de Petrocaribe por problemas por parte de Petróleos de Venezuela (PDVSA) para mantener el suministro continúo de petróleo.
Belice se abstuvo de una resolución de la Organización de Estados Americanos, aprobada el 5 de junio de 2018, en la cual se desconocen los resultados de las elecciones presidenciales de Venezuela del 20 de mayo donde se proclamó ganador a Nicolás Maduro.